# Monika (film)
|  | Denne artikel er oprettet af botten Steenthbot ud fra en ekstern database. Den kan derfor have sproglige fejl eller mangler. Denne skabelon kan fjernes efter kontrol af indholdet. |

Monika er en dansk kortfilm fra 1994 instrueret af Michael Bach Rasmussen og efter manuskript af Michael Bach.

## Handling
Vi følger en ung pige, hvis største drøm er at få en kæreste. En aften lykkes det hende at få en fyr med hjem fra en fest. De har det rigtigt hyggeligt, synes hun, derfor bliver hun meget skuffet, da han aldrig ringer igen som lovet. Et par år senere møder hun ham tilfældigt på en færge, hvor hun fortæller ham, at han gjorde hende gravid, og at de har et barn sammen...

## Medvirkende
- Pernille Møller Taasinge
- René Funch Frederiksen